# Paralingulinella
Paralingulinella es un género de foraminífero bentónico invalidado por ser considerado nombre superfluo de Paralingulina de la Subfamilia Ichthyolariinae, de la familia Ichthyolariidae, de la superfamilia Robuloidoidea, del suborden Lagenina y del orden Lagenida. Su especie tipo era Paralingulina frailensis. Su rango cronoestratigráfico abarca desde el Pliensbachiense (Jurásico inferior) hasta el Valanginiense (Cretácico inferior).

## Discusión
Paralingulina, y por tanto Paralingulinella, ha sido considerado un sinónimo posterior de Behillia de la Familia Nodosariidae.

## Clasificación
Paralingulinella incluye a las siguientes especies:
- Paralingulinella frailensis †, aceptado como Paralingulina frailensis